# Goleta workmani
Espèce
Synonymes
- Ganesa workmanii Peckham & Peckham, 1885

Goleta workmani est une espèce d'araignées aranéomorphes de la famille des Salticidae.

## Distribution
Cette espèce est endémique de Madagascar.

## Description
Le mâle mesure 5 mm et la femelle 4,3 mm.

## Étymologie
Cette espèce est nommée en l'honneur de Thomas Workman.

## Publication originale
- Peckham & Peckham, 1885 : On some new genera and species of the Attidae, from Madagascar and Central America. Proceedings of the Natural History Society of Wisconsin vol. 1885, no , p. 23-42 (texte intégral).